# Плешивець
Плеши́вець (болг. Плешивец) — село у Видинській області Болгарії. Входить до складу общини Ружинці.

## Населення
За даними перепису населення 2011 року у селі проживали 214 осіб, з них 210 осіб (99,5%) — болгари.
Розподіл населення за віком у 2011 році:
Динаміка населення: